# Allgemeine christliche apostolische Mission
Die Allgemeine christliche apostolische Mission (AcaM), auch als Geyerianer (nach Heinrich Geyer) bezeichnet, war eine christliche Religionsgemeinschaft. Sie gilt in der geschichtlichen Entwicklung als Bindeglied zwischen den katholisch-apostolischen Gemeinden und der Neuapostolischen Kirche.

## Logo
Es sind mehrere Dienstsiegel der AcaM überliefert. Eine Darstellung zeigt die biblische Darstellung der vier Tiere, die den Evangelisten zugeordnet sind. Eine andere zeigt bereits die Elemente des Emblems der Neuapostolischen Kirche Sonne, Kreuz und Wellen.

## Verbreitung
Die AcaM hatte Gemeinden in Hamburg und Umland, in einigen Orten im Harz und in Berlin.

## Geschichte

### Frühphase (1863–1878)
Der Großteil der Glieder der katholisch-apostolischen Gemeinde zu Hamburg wurde nach der Anerkennung eines neugerufenen Apostels aus der Gemeinde der katholisch-apostolischen Christen ausgeschlossen (exkommuniziert). Wichtige Rollen spielten damals der Prophet Heinrich Geyer, der die umstrittene Rufung vornahm, und der Bischof und Engel der Gemeinde zu Hamburg Friedrich Wilhelm Schwarz.
Der Letztere wurde später durch eine Weissagung aus der Gemeinde zum Apostel gerufen und in die Niederlande geschickt, um dort Gemeinden zu gründen. Er begründete dort die „Apostolische Zending“; ein wesentlicher Teil dieser Gemeinschaft gründete 1893 die „Hersteld Apostolische Zendingkerk“.
In der Hamburger Gemeinde wurden weitere Apostel für Deutschland und Europa bezeichnet, einer für Nordamerika.

### Weitere Entwicklung
Durch einen Nachfolgestreit nach dem Tod des Apostels Carl Wilhelm Louis Preuß (für Norddeutschland) im Jahr 1878 trennte sich der Prophet Heinrich Geyer wiederum mit dem Großteil der damaligen Hamburger Gemeinde unter Beibehaltung des Namens „AcaM“ von den neugerufenen Aposteln und den mittlerweile entstandenen Gemeinden, die sich heute „Neuapostolische Kirche“ nennen.
Die „AcaM“ wurde unter Geyer und dem von ihm berufenen Apostel Johann Güldner fortgeführt. Geyer starb 1896 und Güldner 1904, die Gemeinde wurde von Bischof Heinrich Walter Lehsten fast zehn Jahre ohne apostolisches Amt geleitet, ab dieser Zeit nannte sich die Gemeinde Allgemeine apostolische Mission. Im Oktober 1909 schloss sich ihr  eine Abspaltung der Alt-Apostolischen Gemeinde unter Robert Geyer an. 1913 wurden durch den Propheten Jakob Westphaln aus den USA Robert Geyer als Apostel für Amerika und Titus Kopisch als Apostel für Deutschland und  berufen. Kopisch scheint später eigene Wege eingeschlagen zu haben. Geyer blieb wegen des Krieges in Deutschland und leitete alle Gemeinden der „AAM“ von Jena aus. Nach dessen Tod (1957) verwaisten die Gemeinden und wurden schließlich aufgegeben.
Die Lehre der AcaM orientierte sich zunächst weitgehend an der der katholisch-apostolischen Gemeinden. Wichtige Unterschiede waren die Einführung der Konfirmation, die Kürzung und Straffung der Liturgie und die Umbenennung des Engelamtes zum Bischofsamt. Charakteristisch waren die Beibehaltung und Betonung des vierfachen Amtes, die Berufung von Amtsträgern (mit Ausnahme der Diakonen) und das Bemühen, die Zwölfzahl der Apostel wieder vollzumachen.

## Gottesdienst und Praxis
Der Gottesdienstverlauf entsprach einer von L. Stechmann im Jahr 1864 herausgegebenen und von H. Geyer wohl maßgeblich beeinflussten Liturgie, die 1894 erneut bearbeitet und aufgelegt wurde.

## Organisation
Die Leitung der AcaM oblag den Aposteln, die den Central-Vorstand der allgemeinen christlichen apostolischen Mission bildeten. Von Apostel L. Bösecke ist eine Ernennungsurkunde überliefert, in der ihm vom Central-Vorstand bescheinigt wird, „dass derselbe gleichfalls Mitglied des Central-Vorstandes der allgemeinen, christl. apostolischen Kirche, und genau insbesondere für Schlesien, Böhmen, Lausitz und Polen ist, und dass derselbe in dieser Eigenschaft befugt und beauftragt ist, selbstständig das Evangelium vom Reiche Gottes zu verkündigen, somit in jeder Beziehung alle Funktionen unseres Mitglieder-Ritus gültig zu vollziehen.“(21. Februar 1878, pol. Akte der AcaM in Berlin, Landesarchiv)

## Ökumene
Artikel 3 der Statuten der AcaM von 1866 lautete:

„3. Verhältniß zu den christlichen Confessionen in der ganzen Kirche.
Die apostolische Mission bewegt sich auf allgemeinem, christlichen
Standpunkte, und mischt sich nicht in speciell confessionelle
Angelegenheiten und Unterschiede; sondern sie begnügt sich damit,
die Seelen für Christum zu gewinnen, und dieselben zu der
wahren Nachfolge Christi zu führen. Alle confessionellen Sachen überlässt sie Gott selbst,
sowie den Confessionen und der Zeit, und sucht auch deshalb
Niemand von seiner Confession oder Kirchengemeinschaft, die
doch nur ein Theil des Ganzen sein kann, zu trennen, so lange
solche festhalten an den Lehren und Geboten der heiligen Schrift,
sowie an jenen drei alten Bekenntnissen der christlichen
Kirche (1. Kor. 1, 10–13. und Kap. 3, 1–23).
Die Stellung, welche diese Missionsthätigkeit innerhalb der
christlichen Kirche, gegenüber den Confessionen und ihren Geistlichen,
einnimmt, ist demnach eine entschieden freundliche, helfende
und dienende; keineswegs aber eine hemmende und störende;
weil dadurch der gleiche Zweck, nämlich die Heiligung,
befördert wird, den diese ebenfalls nothwendig verfolgen müssen.
Jedoch ist diese dienende Stellung eine selbstständige,
und nicht von der Confession abhängige.“

## Kritik
Ob die Allgemeine christlich apostolische Mission als Bindeglied oder als direkte Frühform der heutigen Neuapostolischen Kirche (NAK) gelten kann, ist umstritten. Die AcaM behielt unter Geyer nach seiner Trennung 1878 den Namen und die Liturgie bei. Auch die Lehre wurde anfänglich nicht verändert. Gleiches gilt jedoch für die frühe NAK: Ihre Lehrveränderungen setzten ebenso langsam, aber kontinuierlich ein wie die der AcaM. Ferner folgten ihrer Trennung von Geyer zwar nur die Minderheit der Mitglieder in Hamburg (etwa 10 %), jedoch der Großteil der Gemeinden im Harzgebiet, sowie die Gemeinden unter dem Apostel Schwarz (sog. Apostolische Zending) und die von dort aus gegründeten Gemeinden in Westfalen. Die Frage, ob sich die frühe NAK von Geyer 1878 löste und dies somit erst ihr Entstehungsjahr darstellt oder ob Geyer sich, trotz Beibehaltung des Namens, von seiner Glaubensgemeinschaft entfernte und schlussendlich trennte, kann somit unter unterschiedlichen Gesichtspunkten unterschiedlich beantwortet werden.